# Championnats d'Europe de char à voile 1990
Navigation
1989 1991
Les 28e championnats d'Europe de char à voile 1990, organisés par le pays hôte sous l'égide de la fédération internationale du char à voile, se sont déroulés à Terschelling aux Pays-Bas,.

## Podium
| Épreuve  | Or               | Argent                 | Bronze         |
| -------- | ---------------- | ---------------------- | -------------- |
| Classe 2 | Henri Demuysere  | Guy Houillon           | Serge Asseman  |
| Classe 3 | Bertrand Lambert | Hans-Werner Eickstadt  | Gareth Rowland |
| Classe 5 | Mark Wright      | Jean-Philippe Krischer | Chris Wright   |

| Épreuve | Or           | Argent         | Bronze                 |
| ------- | ------------ | -------------- | ---------------------- |
| Femmes  | Paula Arnold | Haley Thompson | Caroline Saint Vernant |

## Tableau des médailles par nation
| Rang | Nation      | Or | Argent | Bronze | Total |
| ---- | ----------- | -- | ------ | ------ | ----- |
| 1    | France      | 1  | 2      | -      | 3     |
| 1    | Royaume-Uni | 1  | -      | 2      | 3     |
| 1    | Belgique    | 1  | -      | 1      | 2     |
| 4    | Allemagne   | -  | 1      | -      | 1     |

| Rang | Nation      | Or | Argent | Bronze | Total |
| ---- | ----------- | -- | ------ | ------ | ----- |
| 1    | Royaume-Uni | 1  | 1      | -      | 2     |
| 2    | France      | -  | -      | 1      | 1     |